# Gouvernement Kasserine

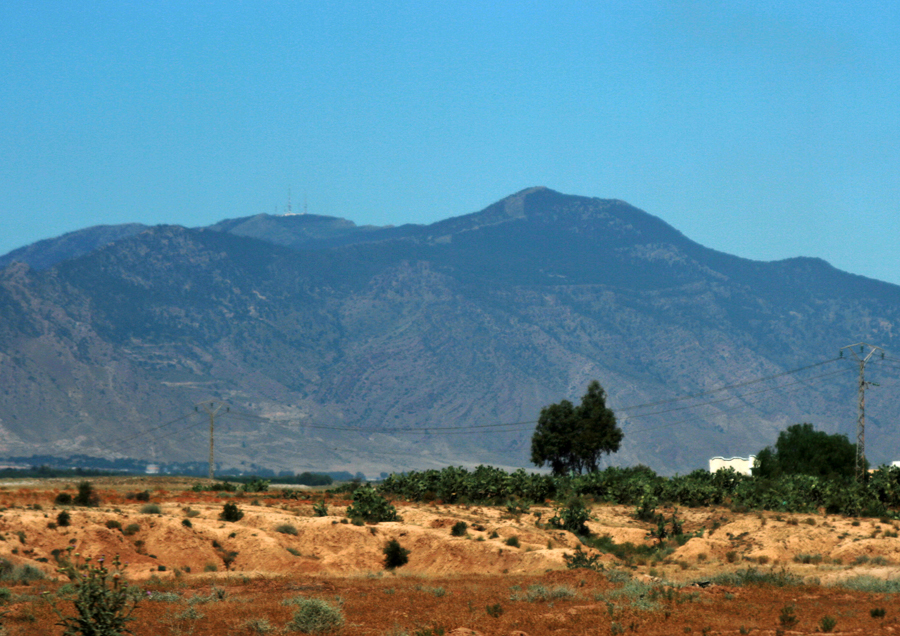
Djebel Chambi

Kasserine (arabisch ولاية القصرين, DMG wilāyat al-Qaṣrain) ist eines der 24 Gouvernements in Tunesien. Es liegt im Westen des Landes an der Grenze zu Algerien. Das Gouvernement umfasst eine Fläche von 8066 km² in Höhenlagen zwischen 500 und 1550 m und hat insgesamt etwa 440.000 Einwohner. Die Hauptstadt des Gouvernements ist die Stadt Kasserine.

## Delegationen
Das Gouvernement umfasst 13 Delegationen:
| Delegation      | Einwohner 2004 | Einwohner 2014 |
| --------------- | -------------- | -------------- |
| Djedeliane      | 13.205         | 12.297         |
| El Ayoun        | 18.634         | 19.211         |
| Ezzouhour       | 20.277         | 21.819         |
| Fériana         | 45.787         | 51.455         |
| Foussana        | 41.240         | 41.447         |
| Haïdra          | 8.716          | 9.762          |
| Hassi Ferid     | 16.890         | 19.400         |
| Kasserine Nord  | 58.343         | 65.322         |
| Kasserine Süd   | 21.139         | 21.653         |
| Majel Bel Abbès | 21.909         | 23.315         |
| Sbeitla         | 69.539         | 75.245         |
| Sbiba           | 42.091         | 41.189         |
| Thala           | 34.508         | 37.128         |
| Summe           | 412.278        | 439.243        |

## Klima
Die Tagestemperaturen liegen zwischen 2 und 12 °C im Winter bzw. zwischen 30 und 40 °C im Sommer. Die jährliche durchschnittliche Niederschlagsmenge beträgt unter 300 Millimeter; Schnee fällt auf den Berggipfeln häufiger, bis in die Tallagen jedoch nur selten und schmilzt in der Tagessonne schnell wieder ab.

## Wirtschaft
Für die Wirtschaft der Region spielt die Rohstoffgewinnung die größte Rolle, vor allem Stein und Tone, Sand und Kalk. Wichtiger Rohstoff ist auch das Halfagras, das bei der Herstellung von Cellulose und Papier sowie für das Flechten kleinerer Taschen und Körbchen gebraucht wird. Auch der Warenschmuggel mit dem Nachbarland Algerien spielt eine Rolle im Wirtschaftsleben der Region.

## Natur
Im Gebiet des Gouvernements liegt das Biosphärenreservat Djebel Chambi mit dem höchsten Berg Tunesiens (Djebel Chambi, 1544 m), in dem der Waldanteil sehr hoch ist und in dem viele Wildtiere wie z. B. Wildschwein, Rebhuhn, Hase, Fuchs und Schakal leben. Auch der Djebel Selloum (1373 m) und der Djebel Semmama (1314 m) gehören zum Gouvernement. Das Gebiet wird vom Fluss Oued Derb durchzogen, an dem sich die Reste des römischen Kasserine-Staudamms befinden. Die östliche Grenze entspricht in etwa dem Verlauf des beinahe ganzjährig trockenfallenden Oued Sbeitla.

## Kultur

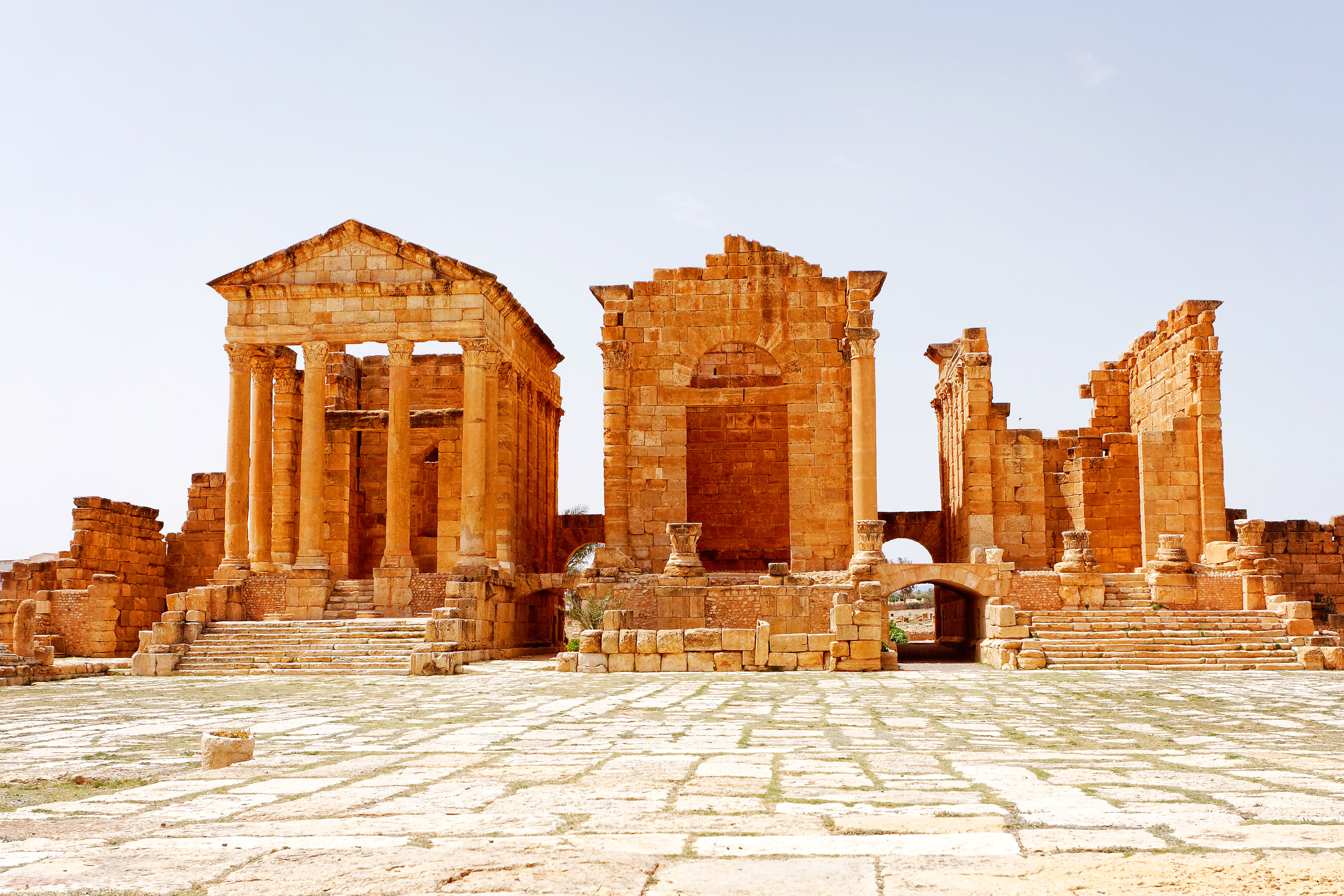
Sufetula – drei Tempel auf dem Capitol

Zwischen dem Biosphärenreservat und der Hauptstadt Kasserine liegt die antik-römische Stadt Cillium, die größtenteils noch nicht ausgegraben ist. Als Hochbauten sind ein Triumphbogen, zwei Memorialbauten sowie ein kleines Theater erhalten geblieben. Aus byzantinischer Zeit stammt die Stadtbefestigung und aus frühchristlicher Periode eine Basilika. Die Ruinen der Römerstädte Sufetula (Sbeitla) und Ammaedara (Haïdra) liegen ebenfalls auf dem Gebiet des Gouvernements; von zwei weiteren Römerstädten (Sufes bei Sbiba und Thelepte bei Fériana) sind kaum Spuren erhalten.